# Liste der Länderspiele der bhutanischen Fußballnationalmannschaft

Logo der Bhutan Football Federation (BFF)

Diese Liste enthält alle offiziellen und inoffiziellen Länderspiele der bhutanischen Fußballnationalmannschaft der Männer. Trainings- und Freundschaftsspiele gegen Vereinsmannschaften sowie gegen Junioren-Auswahlmannschaften werden nicht berücksichtigt. Der bhutanische Fußballverband BFF wurde 1983 gegründet. Das erste Länderspiel fand schon ein Jahr zuvor am 8. April 1982 gegen Nepal statt.

## Legende
Dieser Abschnitt dient als Legende für die nachfolgenden Tabellen. Sämtliche Ergebnisse sind aus der Sicht Bhutans aufgeführt.
- H / A / * = Heimspiel, Auswärtsspiel oder Spiel auf neutralem Platz
- n. V. = nach Verlängerung / i. E. = im Elfmeterschießen
- Unter Anlass werden Freundschaftsspiele nicht extra gekennzeichnet; es finden sich hingegen folgende Abkürzungen:
  - WM = Weltmeisterschaft / AM = Asienmeisterschaft und SAM = Südasienmeisterschaft / SAS = Südasienspiele
- Fettgeschriebene Gegner waren zum Zeitpunkt des Spiels amtierender Meister ihrer Konföderation
- grüne Hintergrundfarbe = Sieg der bhutanischen Mannschaft
- gelbe Hintergrundfarbe = Unentschieden
- rote Hintergrundfarbe = Niederlage der bhutanischen Mannschaft

## 1982 bis 1999
| Nr. | Datum      | Ergebnis | Gegner      |   | Austragungsort  | Anlass                     | Bemerkungen |
| --- | ---------- | -------- | ----------- | - | --------------- | -------------------------- | --- |
| 1.  | 08.04.1982 | 1:3      | Nepal       | A | Kathmandu (NPL) | ANFA-Cup-Gruppenspiel 1982 | Erstes Spiel, erstes Spiel gegen Nepal und in Nepal Erstes Auswärtsspiel, erste Niederlage und erste Auswärtsniederlage |
| 2.  | 18.09.1984 | 0:2      | Bangladesch | * | Kathmandu (NPL) | SAS-Gruppenspiel 1984      | Erstes Spiel gegen Bangladesch Erstes Spiel auf neutralem Platz                                                         |
| 3.  | 20.09.1984 | 0:5      | Nepal       | A | Kathmandu (NPL) | SAS-Gruppenspiel 1984      | |
| 4.  | 21.09.1984 | 0:1      | Malediven   | * | Kathmandu (NPL) | SAS-Gruppenspiel 1984      | Erstes Spiel gegen die Malediven                                                                                        |
| 5.  | 22.12.1985 | 0:1      | Nepal       | * | Dhaka (BGD)     | SAS-Gruppenspiel 1985      | Erstes Spiel in Bangladesch                                                                                             |
| 6.  | 23.12.1985 | 0:3      | Indien      | * | Dhaka (BGD)     | SAS-Gruppenspiel 1985      | Erstes Spiel gegen Indien                                                                                               |
| 7.  | 22.11.1987 | 0:3      | Bangladesch | * | Kalkutta (IND)  | SAS-Gruppenspiel 1987      | Erstes Spiel in Indien                                                                                                  |
| 8.  | 23.11.1987 | 2:6      | Nepal       | * | Kalkutta (IND)  | SAS-Gruppenspiel 1987      | |
| 9.  | 26.09.1999 | 0:7      | Nepal       | A | Kathmandu (NPL) | SAS-Gruppenspiel 1999      | Höchster Sieg Nepals |
| 10. | 28.09.1999 | 0:3      | Indien      | * | Kathmandu (NPL) | SAS-Gruppenspiel 1999      | |
| 11. | 30.09.1999 | 1:2      | Pakistan    | * | Kathmandu (NPL) | SAS-Gruppenspiel 1999      | Erstes Spiel gegen Pakistan                                                                                             |

## 2000 bis 2009
| Nr. | Datum      | Ergebnis  | Gegner        |   | Austragungsort      | Anlass                           | Bemerkungen |
| --- | ---------- | --------- | ------------- | - | ------------------- | -------------------------------- | --- |
| 12. | 12.02.2000 | 0:3       | Nepal         | * | Hawalli (KWT)       | AM-Qualifikation 2000            | Erstes Spiel in Kuwait |
| 13. | 14.02.2000 | 0:20      | Kuwait        | A | Hawalli (KWT)       | AM-Qualifikation 2000            | Erstes Spiel gegen Kuwait Höchste Niederlage Bhutans, höchster Sieg Kuwaits                                                        |
| 14. | 16.02.2000 | 0:8       | Turkmenistan  | * | Hawalli (KWT)       | AM-Qualifikation 2000            | Erstes Spiel gegen Turkmenistan |
| 15. | 18.02.2000 | 2:11      | Jemen         | * | Hawalli (KWT)       | AM-Qualifikation 2000            | Erstes Spiel gegen den Jemen Höchster Sieg des Jemen                                                                               |
| 16. | 28.04.2001 | 1:3       | Bangladesch   | A | Dhaka (BGD)         |                                  | |
| 17. | 30.06.2002 | 4:0       | Montserrat    | H | Thimphu             |                                  | Erstes Spiel gegen Montserrat und gegen eine CONCACAF-Mannschaft Erstes Heimspiel, erster Sieg und erster Heimsieg The Other Final |
| 18. | 11.01.2003 | 0:6       | Malediven     | * | Dhaka (BGD)         | SAM-Gruppenspiel 2003            | |
| 19. | 13.01.2003 | 0:2       | Nepal         | * | Dhaka (BGD)         | SAM-Gruppenspiel 2003            | |
| 20. | 15.01.2003 | 0:3       | Bangladesch   | A | Dhaka (BGD)         | SAM-Gruppenspiel 2003            | |
| 21. | 23.04.2003 | 6:0       | Guam          | H | Thimphu             | AM-Qualifikation 2004            | Erstes Spiel gegen Guam Höchster Sieg Bhutans                                                                                      |
| 22. | 27.04.2003 | 0:0       | Mongolei      | H | Thimphu             | AM-Qualifikation 2004            | Erstes Spiel gegen die Mongolei Erstes Unentschieden und erstes Heimunentschieden                                                  |
| 23. | 06.10.2003 | 0:2       | Indonesien    | * | Dschidda (SAU)      | AM-Qualifikation 2004            | Erstes Spiel gegen Indonesien und erstes Spiel in Saudi-Arabien                                                                    |
| 24. | 08.10.2003 | 0:6       | Saudi-Arabien | A | Dschidda (SAU)      | AM-Qualifikation 2004            | Erstes Spiel gegen Saudi-Arabien                                                                                                   |
| 25. | 10.10.2003 | 0:8       | Jemen         | * | Dschidda (SAU)      | AM-Qualifikation 2004            | |
| 26. | 13.10.2003 | 0:2       | Indonesien    | * | Dschidda (SAU)      | AM-Qualifikation 2004            | |
| 27. | 15.10.2003 | 0:4       | Saudi-Arabien | A | Dschidda (SAU)      | AM-Qualifikation 2004            | |
| 28. | 17.10.2003 | 0:4       | Jemen         | * | Dschidda (SAU)      | AM-Qualifikation 2004            | |
| 29. | 08.12.2005 | 0:3       | Bangladesch   | * | Karatschi (PAK)     | SAM-Gruppenspiel 2005            | Erstes Spiel in Pakistan |
| 30. | 10.12.2005 | 0:3       | Indien        | * | Karatschi (PAK)     | SAM-Gruppenspiel 2005            | |
| 31. | 12.12.2005 | 1:3       | Nepal         | * | Karatschi (PAK)     | SAM-Gruppenspiel 2005            | |
| 32. | 02.04.2006 | 0:2       | Nepal         | * | Chittagong (BGD)    | Challenge-Cup-Gruppenspiel 2006  | |
| 33. | 04.04.2006 | 0:1       | Sri Lanka     | * | Chittagong (BGD)    | Challenge-Cup-Gruppenspiel 2006  | Erstes Spiel gegen Sri Lanka |
| 34. | 06.04.2006 | 0:0       | Brunei        | * | Chittagong (BGD)    | Challenge-Cup-Gruppenspiel 2006  | Erstes Spiel gegen Brunei |
| 35. | 13.05.2008 | 1:3       | Tadschikistan | * | Barotac Nuevo (PHL) | Challenge-Cup-Qualifikation 2008 | Erstes Spiel gegen Tadschikistan und erstes Spiel auf den Philippinen Erstes Spiel unter Kōji Gyōtoku                              |
| 36. | 15.05.2008 | 1:1       | Brunei        | * | Barotac Nuevo (PHL) | Challenge-Cup-Qualifikation 2008 | |
| 37. | 17.05.2008 | 0:3       | Philippinen   | A | Barotac Nuevo (PHL) | Challenge-Cup-Qualifikation 2008 | Erstes Spiel gegen die Philippinen                                                                                                 |
| 38. | 04.06.2008 | 1:1       | Bangladesch   | * | Colombo (LKA)       | SAM-Gruppenspiel 2008            | Erstes Spiel in Sri Lanka |
| 39. | 06.06.2008 | 0:2       | Sri Lanka     | A | Colombo (LKA)       | SAM-Gruppenspiel 2008            | |
| 40. | 08.06.2008 | 3:1       | Afghanistan   | * | Colombo (LKA)       | SAM-Gruppenspiel 2008            | Erstes Spiel gegen Afghanistan |
| 41. | 11.06.2008 | 1:2 n. V. | Indien        | * | Malé (MDV)          | SAM-Halbfinale 2008              | Erstes Spiel auf den Malediven |
| 42. | 14.04.2009 | 0:1       | Philippinen   | * | Malé (MDV)          | Challenge-Cup-Qualifikation 2010 | |
| 43. | 16.04.2009 | 0:7       | Turkmenistan  | * | Malé (MDV)          | Challenge-Cup-Qualifikation 2010 | |
| 44. | 18.04.2009 | 0:5       | Malediven     | A | Malé (MDV)          | Challenge-Cup-Qualifikation 2010 | |
| 45. | 29.11.2009 | 1:2       | Nepal         | * | Kolkata (IND)       |                                  | |
| 46. | 04.12.2009 | 1:4       | Bangladesch   | A | Dhaka (BGD)         | SAM-Gruppenspiel 2009            | |
| 47. | 06.12.2009 | 0:6       | Sri Lanka     | * | Dhaka (BGD)         | SAM-Gruppenspiel 2009            | Einer der beiden höchsten Siege Sri Lankas                                                                                         |
| 48. | 08.12.2009 | 0:7       | Pakistan      | * | Dhaka (BGD)         | SAM-Gruppenspiel 2009            | Eine der drei höchsten Siege Pakistans Letztes Spiel unter Kōji Gyōtoku                                                            |

## 2010 bis 2019
| Nr. | Datum      | Ergebnis | Gegner      |   | Austragungsort           | Anlass                                      | Bemerkungen                                                                    |
| --- | ---------- | -------- | ----------- | - | ------------------------ | ------------------------------------------- | ------------------------------------------------------------------------------ |
| 49. | 17.03.2011 | 0:1      | Nepal       | A | Pokhara (NPL)            |                                             | Erstes Spiel unter Hiroaki Matsuyama                                           |
| 50. | 19.03.2011 | 1:2      | Nepal       | A | Pokhara (NPL)            |                                             |                                                                                |
| 51. | 23.03.2011 | 0:3      | Afghanistan | * | Gurgaon (IND)            | Challenge-Cup-Qualifikation 2012            |                                                                                |
| 52. | 25.03.2011 | 0:2      | Afghanistan | * | Gurgaon (IND)            | Challenge-Cup-Qualifikation 2012            |                                                                                |
| 53. | 03.12.2011 | 0:3      | Sri Lanka   | * | Neu-Delhi (IND)          | SAM-Gruppenspiel 2011                       |                                                                                |
| 54. | 05.12.2011 | 0:5      | Indien      | A | Neu-Delhi (IND)          | SAM-Gruppenspiel 2011                       |                                                                                |
| 55. | 07.12.2011 | 1:8      | Afghanistan | * | Neu-Delhi (IND)          | SAM-Gruppenspiel 2011                       | Letztes Spiel unter Hiroaki Matsuyama Höchster Sieg Afghanistans               |
| 56. | 14.11.2012 | 0:5      | Thailand    | A | Bangkok (THA)            |                                             | Erstes Spiel gegen Thailand und in Thailand Erstes Spiel unter Kazunori Ohara  |
| 57. | 02.09.2013 | 0:3      | Afghanistan | * | Kathmandu (NPL)          | SAM-Gruppenspiel 2013                       |                                                                                |
| 58. | 04.09.2013 | 2:8      | Malediven   | * | Kathmandu (NPL)          | SAM-Gruppenspiel 2013                       |                                                                                |
| 59. | 06.09.2013 | 2:5      | Sri Lanka   | * | Kathmandu (NPL)          | SAM-Gruppenspiel 2013                       | Letztes Spiel unter Kazunori Ohara                                             |
| 60. | 12.03.2015 | 1:0      | Sri Lanka   | A | Colombo (LKA)            | WM-Qualifikation 2018/AM-Qualifikation 2019 | Erster Auswärtssieg Erstes Spiel unter Chokey Nima                             |
| 61. | 17.03.2015 | 2:1      | Sri Lanka   | H | Thimphu                  | WM-Qualifikation 2018/AM-Qualifikation 2019 | Letztes Spiel unter Chokey Nima                                                |
| 62. | 11.06.2015 | 0:7      | Hongkong    | A | Hongkong (HKG)           | WM-Qualifikation 2018/AM-Qualifikation 2019 | Erstes Spiel gegen Hongkong und in Hongkong Erstes Spiel unter Norio Tsukitate |
| 63. | 16.06.2015 | 0:6      | China       | H | Thimphu                  | WM-Qualifikation 2018/AM-Qualifikation 2019 | Erstes Spiel gegen China Erste Heimniederlage                                  |
| 64. | 20.08.2015 | 0:2      | Kambodscha  | A | Phnom Penh (KHM)         |                                             | Erstes Spiel gegen Kambodscha und in Kambodscha                                |
| 65. | 03.09.2015 | 0:15     | Katar       | A | ar-Rayyan (QAT)          | WM-Qualifikation 2018/AM-Qualifikation 2019 | Erstes Spiel gegen Katar und in Katar Höchster Sieg Katars                     |
| 66. | 08.10.2015 | 3:4      | Malediven   | H | Thimphu                  | WM-Qualifikation 2018/AM-Qualifikation 2019 | Letztes Spiel unter Norio Tsukitate                                            |
| 67. | 13.10.2015 | 0:1      | Hongkong    | H | Thimphu                  | WM-Qualifikation 2018/AM-Qualifikation 2019 | Erstes Spiel unter Pema Dorji (1. Amtszeit)                                    |
| 68. | 12.11.2015 | 0:12     | China       | A | Changsha (CHN)           | WM-Qualifikation 2018/AM-Qualifikation 2019 | Erstes Spiel in China                                                          |
| 69. | 17.11.2015 | 0:3      | Katar       | H | Thimphu                  | WM-Qualifikation 2018/AM-Qualifikation 2019 |                                                                                |
| 70. | 24.12.2015 | 1:3      | Malediven   | * | Thiruvananthapuram (IND) | SAM-Gruppenspiel 2015                       |                                                                                |
| 71. | 26.12.2015 | 0:3      | Afghanistan | * | Thiruvananthapuram (IND) | SAM-Gruppenspiel 2015                       |                                                                                |
| 72. | 28.12.2015 | 0:3      | Bangladesch | * | Thiruvananthapuram (IND) | SAM-Gruppenspiel 2015                       |                                                                                |
| 73. | 29.03.2016 | 2:4      | Malediven   | A | Malé (MDV)               | WM-Qualifikation 2018/AM-Qualifikation 2019 |                                                                                |
| 74. | 13.08.2016 | 0:3      | Indien      | H | Thimphu                  |                                             |                                                                                |
| 75. | 06.09.2016 | 0:0      | Bangladesch | A | Dhaka (BGD)              | AM-Qualifikation 2019                       | Erstes Auswärtsunentschieden Letztes Spiel unter Pema Dorji (1. Amtszeit)      |
| 76. | 10.10.2016 | 3:1      | Bangladesch | H | Thimphu                  | AM-Qualifikation 2019                       | Erstes Spiel unter Torsten Spittler                                            |
| 77. | 28.03.2017 | 0:14     | Oman        | A | Maskat (OMN)             | AM-Qualifikation 2019                       | Erstes Spiel gegen den Oman und im Oman Höchster Sieg des Omans                |
| 78. | 13.06.2017 | 0:2      | Malediven   | H | Thimphu                  | AM-Qualifikation 2019                       |                                                                                |
| 79. | 05.09.2017 | 0:2      | Palästina   | H | Thimphu                  | AM-Qualifikation 2019                       | Erstes Spiel gegen Palästina                                                   |
| 80. | 10.10.2017 | 0:10     | Palästina   | A | Hebron (PSE)             | AM-Qualifikation 2019                       | Erstes Spiel in Palästina                                                      |
| 81. | 14.11.2017 | 2:4      | Oman        | H | Thimphu                  | AM-Qualifikation 2019                       | Letztes Spiel unter Torsten Spittler                                           |
| 82. | 27.03.2018 | 0:7      | Malediven   | A | Malé (MDV)               | AM-Qualifikation 2019                       | Erstes Spiel unter Trevor Morgan                                               |
| 83. | 01.04.2018 | 0:7      | Malaysia    | A | Kuala Lumpur (MYS)       |                                             | Erstes Spiel gegen Malaysia und in Malaysia                                    |
| 84. | 04.09.2018 | 0:2      | Bangladesch | A | Dhaka (BGD)              | SAM-Gruppenspiel 2018                       |                                                                                |
| 85. | 06.09.2018 | 0:4      | Nepal       | * | Dhaka (BGD)              | SAM-Gruppenspiel 2018                       |                                                                                |
| 86. | 08.09.2018 | 0:3      | Pakistan    | * | Dhaka (BGD)              | SAM-Gruppenspiel 2018                       | Letztes Spiel unter Trevor Morgan                                              |
| 87. | 06.06.2019 | 1:0      | Guam        | H | Thimphu                  | WM-Qualifikation 2022/AM-Qualifikation 2024 | Erstes Spiel unter Pema Dorji (2. Amtszeit)                                    |
| 88. | 11.06.2019 | 0:5      | Guam        | A | Dededo (GUM)             | WM-Qualifikation 2022/AM-Qualifikation 2024 | Erstes Spiel in Ozeanien und auf Guam                                          |
| 89. | 29.09.2019 | 1:4      | Bangladesch | A | Dhaka (BGD)              |                                             |                                                                                |
| 90. | 03.10.2019 | 0:2      | Bangladesch | A | Dhaka (BGD)              |                                             |                                                                                |

## 2020 bis 2029
| Nr.  | Datum      | Ergebnis | Gegner               |   | Austragungsort  | Anlass                                      | Bemerkungen |
| ---- | ---------- | -------- | -------------------- | - | --------------- | ------------------------------------------- | --- |
| 91.  | 25.03.2023 | 1:2      | Laos                 | * | Kathmandu (NPL) |                                             | Erstes Spiel gegen Laos |
| 92.  | 28.03.2023 | 1:1      | Nepal                | A | Kathmandu (NPL) |                                             | |
| 93.  | 22.06.2023 | 0:2      | Malediven            | * | Bengaluru (IND) | SAM-Gruppenspiel 2023                       | |
| 94.  | 25.06.2023 | 1:4      | Libanon              | * | Bengaluru (IND) | SAM-Gruppenspiel 2023                       | Erstes Spiel gegen den Libanon |
| 95.  | 28.06.2023 | 1:3      | Bangladesch          | * | Bengaluru (IND) | SAM-Gruppenspiel 2023                       | |
| 96.  | 06.09.2023 | 1:0      | Macau                | A | Macau (MAC)     |                                             | Erstes Spiel gegen Macau und in Macau |
| 97.  | 12.10.2023 | 0:4      | Hongkong             | A | Hongkong (HKG)  | WM-Qualifikation 2026/AM-Qualifikation 2027 | |
| 98.  | 17.10.2023 | 2:0      | Hongkong             | H | Thimphu         | WM-Qualifikation 2026/AM-Qualifikation 2027 | Letztes Spiel unter Pema Dorji (2. Amtszeit) |
| 99.  | 22.03.2024 | 0:6      | Zentralafr. Republik | * | Colombo (LKA)   | FIFA-Series-Gruppenspiel 2024               | Erstes Spiel gegen die Zentralafrikanische Republik Erstes Spiel gegen eine CAF-Mannschaft Höchster Sieg der Zentralafrikanischen Republik Erstes Spiel unter Kim Tae-in |
| 100. | 25.03.2024 | 0:2      | Sri Lanka            | A | Colombo (LKA)   | FIFA-Series-Gruppenspiel 2024               | Letztes Spiel unter Kim Tae-in |
| 101. | 05.09.2024 | 0:1      | Bangladesch          | H | Thimphu         |                                             | Erstes Spiel unter Atsushi Nakamura |
| 102. | 08.09.2024 | 1:0      | Bangladesch          | H | Thimphu         |                                             | |
| 103. | 25.03.2025 | 0:0      | Jemen                | H | Thimphu         | AM-Qualifikation 2027                       | |
|      | 10.06.2025 |          | Brunei               | A | (BRN)           | AM-Qualifikation 2027                       | Erstes Spiel in Brunei |
|      | 09.10.2025 |          | Libanon              | A | (LBN)           | AM-Qualifikation 2027                       | Erstes Spiel im Libanon |
|      | 14.10.2025 |          | Libanon              | H |                 | AM-Qualifikation 2027                       | |
|      | 18.11.2025 |          | Jemen                | * |                 | AM-Qualifikation 2027                       | |
|      | 31.03.2026 |          | Brunei               | H |                 | AM-Qualifikation 2027                       | |

## Statistik

### Gegner nach Kontinentalverbänden
| Kontinentalverband                          | Sp.  | S    | U    | N    | Tor- verhältnis | Tor- differenz |
| ------------------------------------------- | ---- | ---- | ---- | ---- | --------------- | -------------- |
| AFC (Asien)                                 | 0101 | 0009 | 0007 | 0085 | 0053:0373       | −320           |
| CAF (Afrika)                                | 0001 | 0000 | 0000 | 0001 | 0000:0006       | −006           |
| CONCACAF (Nord-, Mittelamerika und Karibik) | 0001 | 0001 | 0000 | 0000 | 0004:0000       | +004           |
| CONMEBOL (Südamerika)                       | 0000 | 0000 | 0000 | 0000 | 0000:0000       | ±000           |
| OFC (Ozeanien)                              | 0000 | 0000 | 0000 | 0000 | 0000:0000       | ±000           |
| UEFA (Europa)                               | 0000 | 0000 | 0000 | 0000 | 0000:0000       | ±000           |
| Gesamt                                      | 0103 | 0010 | 0007 | 0086 | 0057:0379       | −322           |

### Anlässe
| Anlass                | Sp.  | S    | U    | N    | Tor- verhältnis | Tor- differenz |
| --------------------- | ---- | ---- | ---- | ---- | --------------- | -------------- |
| Freundschaftsspiele   | 0016 | 0003 | 0001 | 0012 | 0012:0035       | −023           |
| WM-Qualifikation      | 0014 | 0004 | 0000 | 0010 | 0011:0062       | −051           |
| AM-Qualifikation      | 0043 | 0006 | 0004 | 0033 | 0026:0195       | −169           |
| Südasienmeisterschaft | 0028 | 0001 | 0001 | 0026 | 0015:0102       | −087           |
| Sonstige Turniere     | 0016 | 0000 | 0001 | 0015 | 0004:00047      | −043           |
| Gesamt                | 0103 | 0010 | 0007 | 0086 | 0057:0379       | −322           |

### Spielorte
| Spielort                   | Sp.  | S    | U    | N    | Tor- verhältnis | Tor- differenz |
| -------------------------- | ---- | ---- | ---- | ---- | --------------- | -------------- |
| Heimspiele                 | 0018 | 0007 | 0002 | 0009 | 0024:0028       | −004           |
| Auswärtsspiele             | 0035 | 0002 | 0002 | 0031 | 0010:0176       | −166           |
| Spiele auf neutralem Platz | 0050 | 0001 | 0003 | 0046 | 0023:0175       | −152           |
| Gesamt                     | 0103 | 0010 | 0007 | 0086 | 0057:0379       | −322           |

### Austragungsorte von Heimspielen
| Stadt   | Sp.  | S    | U    | N    | Tor- verhältnis | Tor- differenz | Erstes Spiel  | Letztes Spiel |
| ------- | ---- | ---- | ---- | ---- | --------------- | -------------- | ------------- | ------------- |
| Thimphu | 0018 | 0007 | 0002 | 0009 | 0024:0028       | −004           | 30. Juni 2002 | 25. Mär. 2025 |
| Gesamt  | 0018 | 0007 | 0002 | 0009 | 0024:0028       | −004           | 30. Juni 2002 | 25. Mär. 2025 |

### Bilanzen
Die bhutanische Nationalmannschaft trat bis heute gegen 30 andere Nationalmannschaften aus drei Kontinentalverbänden an. Darunter befinden sich:
- 28 der derzeit abzüglich Bhutans 46 Nationalmannschaften der AFC
- eine der derzeit 56 Nationalmannschaften der CAF
- eine der derzeit 41 Nationalmannschaften der CONCACAF

Gegen eine Nationalmannschaft aus den Kontinentalverbänden CONMEBOL, OFC und UEFA hat Bhutan bisher nicht gespielt.
| Land                         | Verband  | Sp.  | S    | U    | N    | Tor- verhältnis | Tor- differenz | Erstes Spiel  | Letztes Spiel |
| ---------------------------- | -------- | ---- | ---- | ---- | ---- | --------------- | -------------- | ------------- | ------------- |
| Afghanistan                  | AFC      | 0006 | 0001 | 0000 | 0005 | 0004:0020       | −016           | 08. Juni 2008 | 26. Dez. 2015 |
| Bangladesch                  | AFC      | 0016 | 0002 | 0002 | 0012 | 0009:0035       | −026           | 18. Sep. 1984 | 08. Sep. 2024 |
| Brunei                       | AFC      | 0002 | 0000 | 0002 | 0000 | 0001:0001       | ±000           | 06. Apr. 2006 | 15. Mai 2008  |
| China                        | AFC      | 0002 | 0000 | 0000 | 0002 | 0000:0018       | −018           | 16. Juni 2015 | 12. Nov. 2015 |
| Guam                         | AFC      | 0003 | 0002 | 0000 | 0001 | 0007:0005       | +002           | 23. Apr. 2003 | 11. Juni 2019 |
| Hongkong                     | AFC      | 0004 | 0001 | 0000 | 0003 | 0002:0012       | −010           | 11. Juni 2015 | 17. Okt. 2023 |
| Indien                       | AFC      | 0006 | 0000 | 0000 | 0006 | 0001:0019       | −018           | 23. Dez. 1985 | 13. Aug. 2016 |
| Indonesien                   | AFC      | 0002 | 0000 | 0000 | 0002 | 0000:0004       | −004           | 06. Okt. 2003 | 13. Okt. 2003 |
| Jemen                        | AFC      | 0004 | 0000 | 0001 | 0003 | 0002:0023       | −021           | 18. Feb. 2000 | 25. Mär. 2025 |
| Kambodscha                   | AFC      | 0001 | 0000 | 0000 | 0001 | 0000:0002       | −002           | 20. Aug. 2015 | 20. Aug. 2015 |
| Katar                        | AFC      | 0002 | 0000 | 0000 | 0002 | 0000:0018       | −018           | 03. Sep. 2015 | 17. Nov. 2015 |
| Kuwait                       | AFC      | 0001 | 0000 | 0000 | 0001 | 0000:0020       | −020           | 14. Feb. 2000 | 14. Feb. 2000 |
| Laos                         | AFC      | 0001 | 0000 | 0000 | 0001 | 0001:0002       | −001           | 25. Mär. 2023 | 25. Mär. 2023 |
| Libanon                      | AFC      | 0001 | 0000 | 0000 | 0001 | 0001:0004       | −003           | 25. Juni 2023 | 25. Juni 2023 |
| Macau                        | AFC      | 0001 | 0001 | 0000 | 0000 | 0001:0000       | +001           | 06. Sep. 2023 | 06. Sep. 2023 |
| Malaysia                     | AFC      | 0001 | 0000 | 0000 | 0001 | 0000:0007       | −007           | 01. Apr. 2018 | 01. Apr. 2018 |
| Malediven                    | AFC      | 0010 | 0000 | 0000 | 0010 | 0008:0042       | −034           | 21. Sep. 1984 | 22. Juni 2023 |
| Mongolei                     | AFC      | 0001 | 0000 | 0001 | 0000 | 0000:0000       | ±000           | 27. Apr. 2003 | 27. Apr. 2003 |
| Montserrat                   | CONCACAF | 0001 | 0001 | 0000 | 0000 | 0004:0000       | +004           | 30. Juni 2002 | 30. Juni 2002 |
| Nepal                        | AFC      | 0014 | 0000 | 0001 | 0013 | 0007:0042       | −035           | 08. Apr. 1982 | 28. Mär. 2023 |
| Oman                         | AFC      | 0002 | 0000 | 0000 | 0002 | 0002:0018       | −016           | 28. Mär. 2017 | 14. Nov. 2017 |
| Pakistan                     | AFC      | 0003 | 0000 | 0000 | 0003 | 0001:0012       | −011           | 30. Sep. 1999 | 08. Sep. 2018 |
| Palästina                    | AFC      | 0002 | 0000 | 0000 | 0002 | 0000:0012       | −012           | 05. Sep. 2017 | 10. Okt. 2017 |
| Philippinen                  | AFC      | 0002 | 0000 | 0000 | 0002 | 0000:0004       | −004           | 17. Mai 2008  | 14. Apr. 2009 |
| Saudi-Arabien                | AFC      | 0002 | 0000 | 0000 | 0002 | 0000:0010       | −010           | 08. Okt. 2003 | 15. Okt. 2003 |
| Sri Lanka                    | AFC      | 0008 | 0002 | 0000 | 0006 | 0005:0020       | −015           | 4. Apr. 2006  | 25. Mär. 2024 |
| Tadschikistan                | AFC      | 0001 | 0000 | 0000 | 0001 | 0001:0003       | −002           | 13. Mai 2008  | 13. Mai 2008  |
| Thailand                     | AFC      | 0001 | 0000 | 0000 | 0001 | 0000:0005       | −005           | 14. Nov. 2012 | 14. Nov. 2012 |
| Turkmenistan                 | AFC      | 0002 | 0000 | 0000 | 0002 | 0000:0015       | −015           | 16. Feb. 2000 | 16. Apr. 2009 |
| Zentralafrikanische Republik | CAF      | 0001 | 0000 | 0000 | 0001 | 0000:0006       | −006           | 22. Mär. 2024 | 22. Mär. 2024 |
| Gesamt                       | Gesamt   | 0103 | 0010 | 0007 | 0086 | 0057:0379       | −322           | 08. Apr. 1982 | 25. Mär. 2025 |